# 587 (szám)
Az 587 (római számmal: DLXXXVII) egy természetes szám, prímszám.

## A szám a matematikában
A tízes számrendszerbeli 587-es a kettes számrendszerben 1001001011, a nyolcas számrendszerben 1113, a tizenhatos számrendszerben 24B alakban írható fel.
Az 587 páratlan szám, prímszám. Jó prím. Biztonságos prím. Normálalakban az 5,87 · 102 szorzattal írható fel.
Az 587 négyzete 344 569, köbe 202 262 003, négyzetgyöke 24,22808, köbgyöke 8,37297, reciproka 0,0017036. Az 587 egység sugarú kör kerülete 3688,22978 egység, területe 1 082 495,439 területegység; az 587 egység sugarú gömb térfogata 847 233 097,0 térfogategység.
Az 587 helyen az Euler-függvény helyettesítési értéke 586, a Möbius-függvényé −1.